# Vaccino anti-Haemophilus influenzae
Il vaccino dell'Haemophilus influenzae è preparato a partire dal polisaccaride capsulare purificato (poliribosilribitolo fosfato, PRP) di Haemophilus influenzae del tipo b (Hib) o da oligosaccaridi derivati dal PRP (un determinante maggiore della virulenza del microorganismo).

## Farmacodinamica
Una volta somministrato nell'essere umano il polisaccaride capsulare induce una risposta sierologica con produzione di anticorpi anti-PRP.
Il vaccino non coniugato è tuttavia poco immunogeno. In particolar modo nei bambini di età inferiore a 18-24 mesi la risposta anticorpale (che è timo-indipendente) risulta bassa e non viene indotta alcuna memoria immunitaria. 
Anche ripetute iniezioni del vaccino si caratterizzano per la mancanza di un effetto booster, ovvero di un effetto supplementare e rinforzato e di aumento del titolo anticorpale, come avviene di norma in un organismo già immunizzato con lo stesso antigene.
Al contrario, in presenza di un carrier o aptene, la produzione anticorpale anti-PRP risulta notevolmente incrementata, con induzione d'immunoglobuline di tipo IgG specifiche e comparsa di memoria immunitaria.
Per la preparazione di questo vaccino sono stati impiegati ceppi Egan e CK (ATCC 31441). In alcuni paesi sono disponibili vaccini coniugati nei quali il polisaccaride capsulare è legato in modo covalente col tossoide difterico (vaccino PRP-D) con una variante non tossica della tossina difterica isolata dal Corynebacterium diphtheriae C7 (b197) (vaccino HbOC), con un complesso proteico esterno alla membrana di Neisseria meningitidis gruppo B (vaccino PRP-OMP o PRP-OMPC) o col tossoide tetanico (vaccino PRP-T).
I vaccini coniugati differiscono tra loro non solo per la proteina carrier utilizzata, ma anche per la taglia del polisaccaride, il metodo di coniugazione e l'eventuale impiego di spaziatori tra PRP e proteina carrier. 
Ciascuna dose da 0,5 ml di vaccino PRP-D contiene 25 µg di polisaccaride capsulare di Hib purificato e 18 µg di proteina tossoide difterica. 
Ciascuna dose da 0,5 ml di vaccino HbOC contiene 10 µg di polisaccaride capsulare di Hib purificato e 25 µg circa di variante non tossica della tossina difterica CRM197. 
Ciascuna dose da 0,5 ml di vaccino PRP-OMP contiene 15 µg di polisaccaride capsulare di Hib purificato e 250 µg di complesso proteico esterno alla membrana di Neisseria meningitidis. 
Ciascuna dose da 0,5 ml di vaccino PRP-T contiene 10 µg di polisaccaride capsulare di Hib purificato e 24 µg di tossoide tetanico. 
Tutte le soluzioni sono limpide e incolori, a eccezione di PRP-OMP, che è una sospensione bianca, debolmente opaca.

## Usi clinici
Il vaccino viene impiegato per l'immunizzazione attiva nei confronti delle infezioni da Haemophilus influenzae del tipo b, una delle principali cause di meningite e di altre malattie sistemiche gravi che colpiscono i bambini piccoli (epiglottite, sepsi, artrite settica, osteomielite, pericardite e polmonite).
Il vaccino non protegge dalle infezioni sostenute da altri tipi di Haemophilus influenzae, né è efficace nei confronti di meningiti di altra origine (a esempio da meningococco, pneumococco o tubercolare). Il vaccino viene impiegato anche nel trattamento preventivo di particolari gruppi di adulti o bambini con elevato rischio di infezione sistemica da Hib (a esempio coloro che sono in contatto con individui già malati), pazienti che hanno subìto splenectomia, pazienti affetti da cancro che sono stati sottoposti a cicli di chemioterapia o irradiazioni, pazienti affetti da anemia a cellule falciformi, sindrome da immunodeficienza, malattia di Hodgkin, popolazioni di ceto socio-economico molto basso e gruppi particolarmente sensibili come gli Indiani d'America (tribù Apache e Navajo), alcune popolazioni africane e gli eschimesi dell'Alaska.
In commercio sono disponibili altri vaccini che contengono Haemophilus influenzae. Essi sono il vaccino catarrale profilattico (che contiene in ciascuna compressa 1.500 milioni di Haemophilus influenzae, 1.000 milioni di Diplococcus pneumoniae I, II, III, 1.000 milioni di Streptococcus haemolyticus e 1.000 milioni di Staphylococcus aureus), il vaccino catarrale curativo e profilattico (che contiene in ciascun ml di sospensione 100 milioni di Haemophilus influenzae, 100 milioni di Diplococcus pneumoniae, I e II, 350 milioni di Staphylococcus aureus, 350 milioni di Staphylococcus albus, 100 milioni di Streptococcus, 50 milioni di Klebsiella pneumoniae, 50 milioni di Neisseria catarrhalis e 100 milioni di Corynebacterium pseudodiphtheriae), il vaccino pneumocatarrale (che contiene in ciascun ml di sospensione 50,2 unità antigeniche (U.A.) di Haemophilus influenzae di tipo b, 126,2 U.A. di Streptococcus pyogenes del gruppo A, 39,9 U.A. di Branhamella catarrhalis, 79,6 U.A. di Staphylococcus aureus e 39,8 U.A. di Klebsiella pneumoniae).
Il vaccino catarrale profilattico è indicato nella profilassi per via orale delle complicanze batteriche che si presentano nella sindrome influenzale. Il vaccino catarrale curativo e profilattico è indicato nella terapia delle affezioni catarrali subacute e croniche delle vie respiratorie, mentre quello pneumocatarrale viene impiegato nella profilassi e nella terapia delle infezioni del tratto respiratorio superiore sostenute da batteri.

## Effetti collaterali e indesiderati
A seguito dell'impiego del vaccino non sono mai stati osservati gravi effetti avversi locali o generali. In generale, le reazioni avverse (che si verificano in una percentuale variabile tra il 5 e 30% dei soggetti vaccinati), si limitano alla comparsa di febbre, perdita di appetito, comparsa di rash cutaneo transitorio, modica tumefazione e dolore al sito di iniezione.
Si deve comunque tenere presente anche il rischio potenziale di reazioni anafilattiche.
La vaccinazione di bambini molto prematuri o con una precedente storia di insufficienza respiratoria può comportare l'insorgenza di apnea e pertanto si rende necessario uno stretto monitoraggio della respirazione per le 48-72 ore successive alla vaccinazione.

## Controindicazioni
Il vaccino è controindicato a soggetti con ipersensibilità nota, in particolare all'aptene o a ogni altro tossoide associato.

## Dosi terapeutiche
I vaccini coniugati possono essere somministrati per iniezione sottocutanea o intramuscolare in dosi di 0,5 ml. 
Le dosi di vaccino vengono somministrate al secondo, terzo e quarto mese di età. 
Il vaccino viene iniettato spesso contemporaneamente al vaccino trivalente contro difterite, tetano e pertosse, ma in un sito anatomico diverso. Nei bambini più grandi (età compresa tra 13 e 48 mesi), il vaccino può essere somministrato in dose singola, dal momento che essi sono a basso rischio e che il vaccino è efficace in singola dose proprio in questa fascia di età. 
In Gran Bretagna l'uso sistematico del vaccino nei bambini più grandi e negli adulti è sconsigliato. 
Il vaccino catarrale profilattico viene somministrato per via orale (al mattino a digiuno) in dose di 1 compressa al giorno per i primi due giorni e 2 compresse il terzo giorno nei bambini e in dose di 1 compressa il primo giorno, 2 compresse il secondo e 4 compresse il terzo negli adulti. 
Il vaccino catarrale profilattico e curativo viene iniettato per via intramuscolare seguendo la posologia consigliata dal medico curante. 
Il vaccino pneumocatarrale viene somministrato per via orale secondo il seguente schema: nei bambini di età compresa tra 3 mesi e 10 anni, 7-8 gocce due volte al giorno (al mattino a digiuno e alla sera prima di coricarsi), oppure 15 gocce al mattino, preferibilmente a digiuno; nei bambini sopra 10 anni e negli adulti, 15 gocce due volte al giorno (mattino e sera). Il trattamento prevede la somministrazione totale di 36 ml nell'adulto e nei bambini con età superiore a 10 anni e di 18 ml nei bambini con età inferiore a 10 anni. Dopo 2-3 settimane si possono somministrare dosi di richiamo: 18 ml nell'adulto e nei bambini con età superiore a 10 anni e 9 ml nei bambini di età inferiore a 10 anni, rispettando la posologia sopra descritta.

## Conservazione
Il vaccino in forma liofilizzata (PRP-T e PRP-OMP) o in soluzione si conserva a una temperatura compresa tra 2 e 8 °C, evitandone il congelamento. 
Il vaccino PRP-T dev'essere utilizzato immediatamente dopo la diluizione perché non contiene conservanti, mentre quello PRP-OMP dev'essere utilizzato al massimo entro 24 ore e comunque conservato a 2-8 °C.